# Ellen Bollansée
Ellen Bollansée (Herentals, 16 maart 1980) is een Belgisch voormalig BMX'ster.

## Levensloop
Bollansée behaalde ze bij de juniores brons op het wereldkampioenschap in 1997 en goud op het Europees kampioenschap in 1998. Ze behaalde tweemaal goud op het Europees kampioenschap en in 2000 zilver op het wereldkampioenschap.
Op haar 24e, in 2004, stopte Bollansée met topsport en werd ze Belgisch bondscoach voor het BMX, daarnaast was ze leerkracht lichamelijke opvoeding. In juli 2011 ging ze aan de slag als UCI-coördinator BMX, een functie die ze 3½ jaar uitoefende. Vervolgens keerde ze terug naar het onderwijs en werd ze actief als organisator van BMX Events.
Bij de gemeenteraadsverkiezingen van 2000 werd Bollansée voor de VLD verkozen tot gemeenteraadslid van Zandhoven. Ze bleef dit tot 2006.

## Palmares

### Elite
- 1999:  Europees kampioenschap
- 2000:  Europees kampioenschap
- 2000:  Wereldkampioenschap

### Junioren
- 1997:  Wereldkampioenschap
- 1998:  Europees kampioenschap